# اولیویا روگووسکا
 اولیویا روگووسکا (انگلیسی: Olivia Rogowska؛ زادهٔ ۷ ژوئن ۱۹۹۱) یک تنیس‌باز اهل استرالیا است.